# Municipio de Wayne (condado de Auglaize)
El municipio de Wayne (en inglés: Wayne Township) es un municipio ubicado en el condado de Auglaize en el estado estadounidense de Ohio. En el año 2010 tenía una población de 1594 habitantes y una densidad poblacional de 22,8 personas por km².

## Geografía
El municipio de Wayne se encuentra ubicado en las coordenadas 40°36′28″N 83°56′32″O / 40.60778, -83.94222. Según la Oficina del Censo de los Estados Unidos, el municipio tiene una superficie total de 69.92 km², de la cual 69,9 km² corresponden a tierra firme y (0,03 %) 0,02 km² es agua.

## Demografía
Según el censo de 2010, había 1594 personas residiendo en el municipio de Wayne. La densidad de población era de 22,8 hab./km². De los 1594 habitantes, el municipio de Wayne estaba compuesto por el 98,37 % blancos, el 0,38 % eran afroamericanos, el 0,44 % eran amerindios, el 0,06 % eran asiáticos, el 0,38 % eran de otras razas y el 0,38 % eran de una mezcla de razas. Del total de la población el 1,19 % eran hispanos o latinos de cualquier raza.